# Avraham Biran

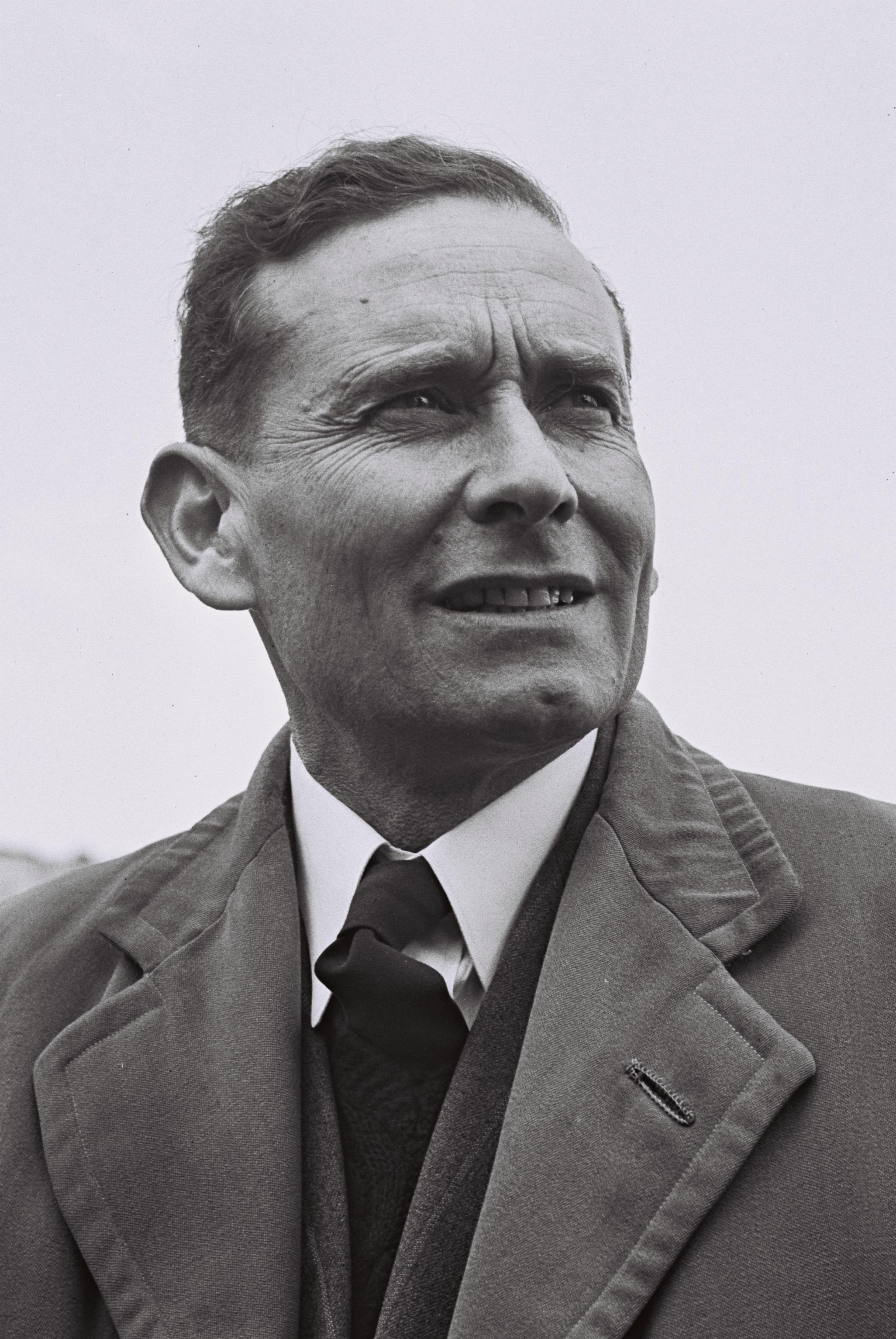
Avraham Biran, 1954

Avraham Biran (hebräisch אַבְרָהָם בִּירָן, geb. Bergman בֶּרְגְמָן, * 1909 in Rosch Pinna, Vilâyet Beirut, Osmanisches Reich; † 16. September 2008 in Jerusalem) war ein israelischer Archäologe. Er war stellvertretender Militärgouverneur von Jerusalem und leitender Beamter des Bezirks Jerusalem.

## Leben
Avraham Bergman (Biran) machte 1934 seinen Master an der Johns Hopkins University in Baltimore, 1935 wurde er promoviert. Biram arbeitete in der Verwaltung des britischen Mandats über Palästina, ab 1938 zuständig für Entwicklungsaufgaben in der Jesreelebene, ab 1946 im Distrikt Jerusalem als höherer Beamter (Officer).
Nach dem Palästinakrieg 1947–1948 war er zum stellvertretenden Militärgouverneur von Jerusalem ernannt. Er hatte ein belastetes Verhältnis zum israelischen Politiker Ramati und schrieb über diesen abfällige Bemerkungen in einem Bericht. Ende der 1940er Jahre übernahm er die Leitung des Bezirks Jerusalem, als höherer Beamter und Repräsentant Israels folgte er der damals geltenden Regierungsdirektive und legte seinen Familiennamen Bergman ab zu Gunsten des hebräischen Nachnamens Biran. Im Jahre 1955 wechselte Biran als Israels Generalkonsul nach Los Angeles.
Biran war später Direktor des Israel Department of Antiquities and Museums. 1966 begann er mit Ausgrabungen am Tel Dan, wo er 1993 die Tel-Dan-Inschrift entdeckte. Er war Direktor der Nelson Glueck School of Biblical Archaeology am Hebrew Union College – Jewish Institute of Religion. 2002 wurde ihm der Israel-Preis verliehen.

## Schriften
- Dan – 25 Years of Excavations at Tel Dan
- Biblical Dan
- Dan I, A Chronicle of the Excavations, the Pottery Neolithic, the Early Bronze Age and the Middle Bronze Age Tombs